# Nicolás Zerba
Nicolás Zerba (ur. 13 czerwca 1999) – argentyński siatkarz, reprezentant kraju, grający na pozycji środkowego. 

## Sukcesy klubowe
Puchar Mistrza:
- 2017

Mistrzostwo Argentyny:
- 2018[4]
- 2019

Klubowe Mistrzostwa Ameryki Południowej:
- 2019, 2020

Puchar ACLAV:
- 2019[5]

Puchar Challenge:
- 2022[6]

## Sukcesy reprezentacyjne
Mistrzostwa Ameryki Południowej Kadetów:
- 2016

Mistrzostwa Ameryki Południowej Juniorów:
- 2018

Puchar Panamerykański:
- 2018[7]

Mistrzostwa Ameryki Południowej:
- 2023[8]
- 2019, 2021

## Nagrody indywidualne
- 2016: Najlepszy środkowy Mistrzostw Ameryki Południowej Kadetów
- 2023: Najlepszy środkowy Mistrzostw Ameryki Południowej[9]